# قتل النساء في تركيا

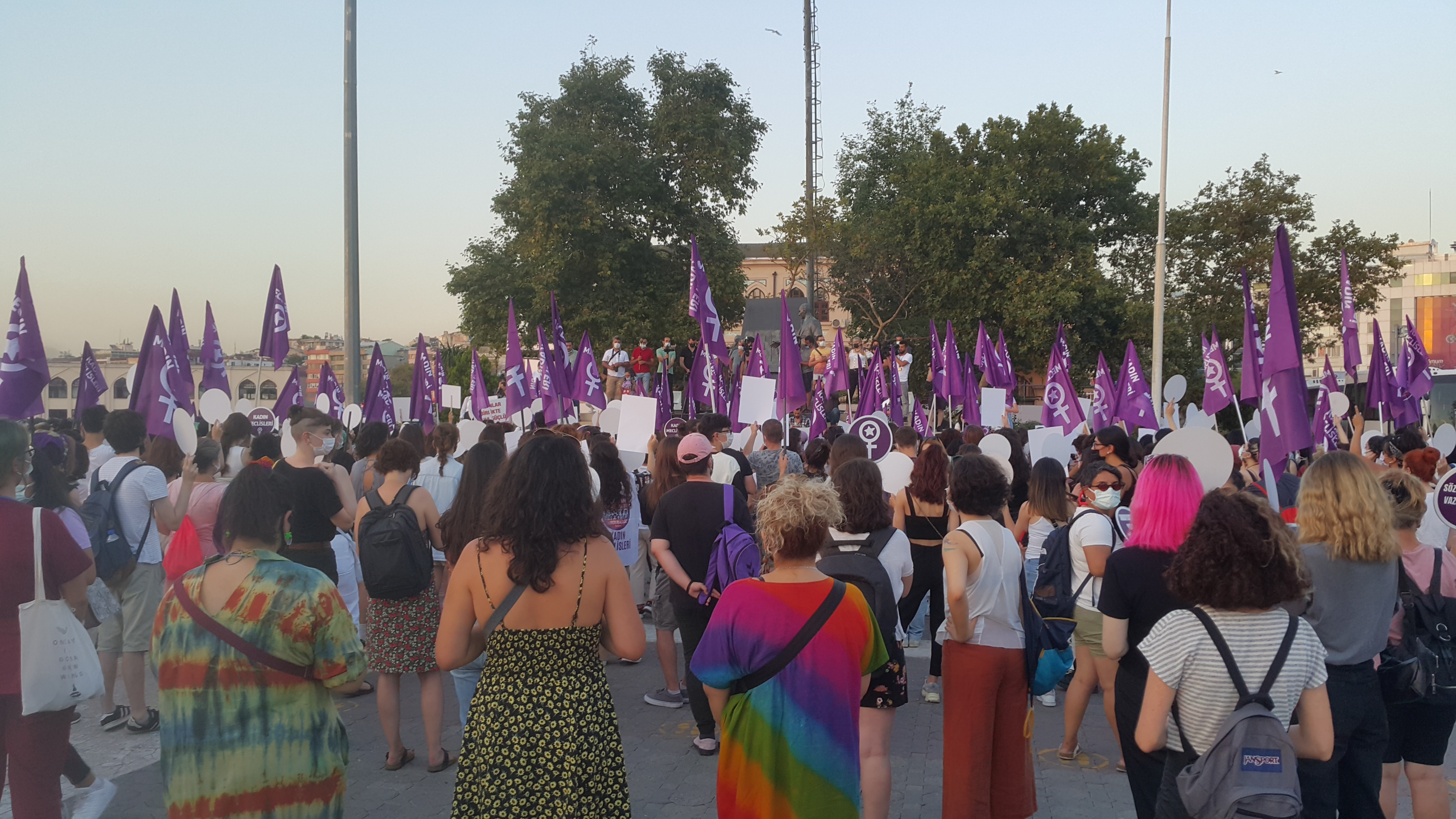
نساء تركيا

قتل النساء في تركيا هي جرائم تُقتل فيها النساء لأسباب اجتماعية مثل القتل بدعوى غسل العار.
يُعتبر قتل النساء أحد أعمال العنف التي يُمارسها الرجال في تركيا، وقد تزايد عدد جرائم قتل النساء بشكل ملحوظ في تركيا في العقد الأول من القرن الحادي والعشرين مقارنة بالسنوات السابقة، إذ قُتلت 474 امرأة في عام 2019، أما في عام 2020 فقد قُتلت 300 امرأة على أيدي الرجال وعُثر على 171 امرأة مقتولة بشكل مريب.
غالبًا ما يُبرر القتلة جرائمهم على أنها تطهير للشرف أو بحجج الغيرة والفراق وغيرها.

## قتل النساء المتنكر بالانتحار
شهد عام 1999 حالات انتحار للإناث أعلى من حالات انتحار الذكور في تركيا وهو على عكس السائد في العالم، تضاعف معدل الانتحار في مدينة بطمان ونواحيها ليكون 80% من المنتحرين إناثًا.
وعلى ضوء هذا الارتفاع الكبير في نسبة المنتحرات شعرت المنظمات غير الحكومية والمؤسسات المعنية بذلك إلى إجراء بحث حول سبب انتحار الإناث في تلك المنطقة، وأظهرت النتائج أن أغلب حالات الانتحار كانت بسبب الضغوطات على النساء المنتحرات بدعوى الشرف وغسل العار.
تعتبر مناطق شرق الأناضول وجنوب شرق الأناضول والبحر الأسود من أكثر المناطق التي تُرتكب فيها حالات الانتحار بسبب ضغوط الشرف، والحوادث التي تظهر على أنها حالات انتحار على الرغم من أنها جرائم قتل متعمدة.

## المنظمات
فيما يلي بعض المنظمات التي تناضل من أجل إنهاء قتل النساء في تركيا:
- منصة سنوقف قتل الإناث (We Will Stop Femicide Platform): هي منصة تأسست في عام 2010 بعد ما أصبح قتل الإناث مشكلة اجتماعية في تركيا ومع زيادة حالات قتل النساء في البلاد في عام 2010، ولفتت هذه المنصة انتباه الشعب التركي إلى قضية مونيفر كارابولوت في عام 2010.[9]
- منصة قتل النساء (Femicide Platform): هي منصة تأسست في عام 2020 من قبل النساء اللواتي يرغبن في وضع حد لقتل النساء المتزايد.
- المجموعة الطارئة ضد قتل النساء (Emergency Action Group Against Femicide): وهي مجموعة تأسست في يوليو 2014 للمطالبة باتخاذ إجراءات عاجلة ضد قتل النساء.[10]
- مجموعة أقوال الرحمة (Şefkat-der): هي جمعية مقرها قونية تأسست على أيدي الرجال مؤسسها وأعضاؤها نساء متطوعات في مجال المساعدة الاجتماعية والعمل الخيري القائم على الدين، نظمت الجمعية حملات ملحوظة ومثيرة للجدل في مكافحة قتل النساء والعنف ضد المرأة.[11]